# Візантійський побут

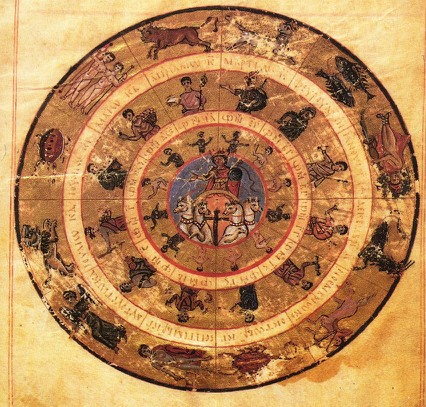
Геліос в оточені знаків зодіаку. Серед візантійців була розповсюджена віра в астрологію.

Візантійський побут — сфера культури візантійського суспільства, основною метою якої було задоволення його матеріальних, суспільних і духовних потреб. Він характеризується, як все життя візантійського суспільства, поєднанням архаїчних пізньоантичних рис із християнською релігійністю. Християнство, в його візантійській (що пізніше була названа православною) формі, мало беззаперечний вплив на щоденне життя кожного візантійця. Цей вплив відчувався у всіх сферах — від життя державного, публічного до інтимно-сімейного. Постійне вираження релігійності було невіддільною частиною візантійського побуту. В цьому візантійське суспільство було подібне і до інших середньовічних європейських суспільств.
Попри першочергову роль християнської релігійності у візантійському житті античні впливи залишались достатньо значними протягом всього часу існування Візантійської імперії. Сліди цього можна побачити більшою мірою в інших аспектах культурного життя Візантії, але вони є і в побуті. Античні тенденції мали значний вплив на візантійське сімейне право, особливо у ранньовізантійський період. І їх можна побачити навіть у сфері розваг. Найпопулярнішим видом розваг серед візантійців були вистави на іподромі, що є безпосереднім спадком римського часу. Візантійці уважали себе прямими спадкоємцями Римської імперії і називали себе ромеями, тобто римлянами. Ідеологічна спрямованість на імперський універсалізм сильно відбилась у свідомості візантійського суспільства і одночасно вимагала у нього постійної уваги до свого античного минулого, хоча часто і переосмисленого через призму християнства.
І видом впливу, що зіграв велику роль у формуванні візантійського побуту, був вплив східний. Цей вплив був неминучим, тому що фактично найзначущими були саме азійські володіння імперії. Постійний контакт у військовій чи торговельній формі зі східними народами не міг не призвести до східного впливу на різноманітні сфери життя та культури візантійців.

## Релігійність

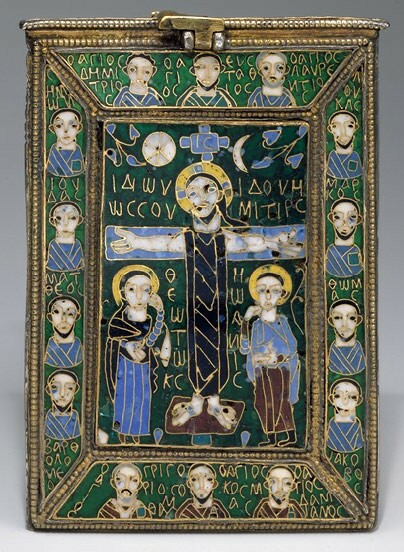
Візантійська ставротека «Чесного Хреста» з музею Метрополітен, бл. 880 року

Візантійське суспільство було дуже релігійним. Релігійні, християнські, звичаї та уявлення пронизували все життя і кожен день візантійця. Візантійці молились декілька разів на день, читали часи. У звичаї було молитись кожного вечора допізна, читати Святе Письмо та псалми. Люди, що подібно Никифору Фоці, який 
|  | цілу зміну нічної сторожі посилав до Бога молитви та розмірковував про Святе Письмо |

, викликали велику повагу. У важкі часи влаштовувались хресні ходи, у яких в Константинополі брали участь самі імператор та патріарх. Урочистим молебнем відзначались також імператорські військові тріумфи.

Візантійці намагались суворо додержуватись посту. Крім постів Великого, Петрового та різдвяного постували, також, по середам і п'ятницям. Піст розглядався і як засіб оздоровлення організму. Кекавмен радить 
|  | якщо захворієш, постуй та лікуйся без лікаря. |

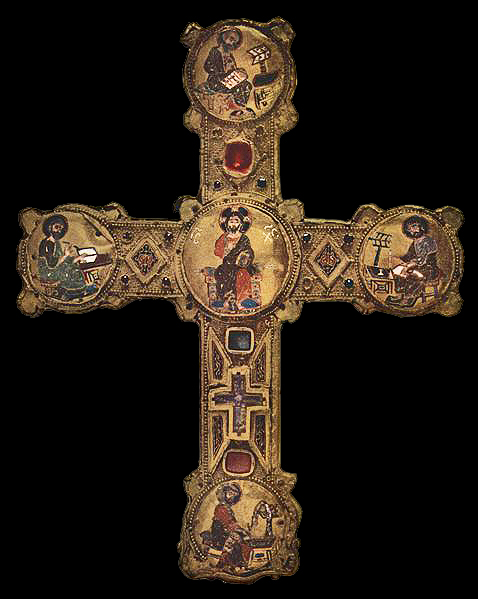
Хрест-релікварій з Козенци із зображенням Христа та євангелістів. Приклад візантійського мистецтва емалі, XII ст.

Великого розвитку набули культи хреста та Божої Матері. Хрест зображувався на монетах та різноманітних ужиткових предметах, був частиною імператорських інсігній та фактично одним з найголовніших символів самої імперії. Богородиця ж уважалась заступницею людей перед своїм царюючим Сином — Христом-Пантократором (Вседержителем). Саме до неї звертали свої молитви у важку годину, вона була захисницею імператорів та самої Держави ромеїв. Імператори брали із собою спеціальну ікону Богоматері Одигітрії. Згідно з Робером де Кларі, царі 
|  | настільки вірили у цю ікону, що вважали, нібито ні одна людина, яка бере цю ікону із собою у бій, не може зазнати поразки |

Візантійці на релігійні свята завжди відвідували літургію. Монастирі також влаштовували спеціальні свята. Особливо пишними були такі свята у константинопольських монастирях. Наприклад, монастир Богородиці Одигітрії влаштовував щовівторка виніс шанованої ікони. До монастиря приходила велика кількість людей, зображення Богородиці на камені підіймав один з 20 спеціально відібраних і одягнених у одяг з червоного льону, чоловіків. Ікону виносили на площу, яку чоловік з іконою мав обійти 50 разів. Після чого ікону брав інший і т. д. Під час цього дійства хор весь час співав «Господи помилуй».

## Сім'я
Візантійці вважали сім'ю своєю головною опорою. Така роль сім'ї особливо підсилюється разом із падінням, особливо у вищих колах, ролі дружби, яка перетворюється на систему зв'язків. У ранньовізантійський та середньовізантійський період сім'я найчастіше є не індивідуальною, а великою, що об'єднувала декілька індивідуальних сімей найближчих родичів. Така форма сімейного життя розповсюджена, як серед вищих, так і серед нижчих верств візантійського суспільства. Як серед сільського, так і серед міського населення. Одружені сини рідко відділялися від своїх батьків до досягнення 24–25-річного віку. Іноді зустрічалися сім'ї де разом з дідами та батьками жили їх одружені онуки. Але поступово серед вищих верств та серед міських жителів розповсюджується парна сім'я. В сільській місцевості процес розпаду великої сім'ї був довшим ніж у місті, тому там можна було зустріти і сім'ї, що складалися з 30 осіб.

### Шлюб
Візантійці укладали шлюб достатньо рано — в 14–15 років для юнаків і 13–14 для дівчат. Серед вищих верств могли зустрічатися і більш ранні шлюби, хоча вони засуджувались церквою. Зустрічалися такі шлюби і в неаристократичному середовищі: відомий випадок коли архієпископ Іоанн Апокавк був вимушений розірвати шлюб 30-річного чоловіка і шестирічної дівчини, яку насильно видали її мати та вітчим. Шлюбу передували заручини, які проходили з ініціативи батьків наречених і часто в дуже ранньому віці. Така практика мала найкраще забезпечити інтереси батьків майбутніх чоловіка та дружини, нерідкими були шлюби з розрахунку. Для сільських мешканців та бідних верств населення була важливою можливість отримати додаткові робочі руки. Заручини супроводжувались церковним благословенням та укладанням договору, який мав регулювати майнові питання, питання успадкування майна, міг встановлювати місце проживання наречених до одруження. Акт заручин носив офіційний характер і знаходився під контролем держави. У випадку розірвання заручин без серйозних причин, стороною, що це здійснила виплачувався штраф державі та неустойка протилежній стороні.
Форма укладення шлюбу довгий час була достатньо простою. У бідних сім'ях вона супроводжувалась лише достатньо простим благословінням священника або висловленням згоди нареченими на шлюб при декількох свідках. Але з Х–ХІ ст. такий спосіб укладання шлюбу починає вважатися недостатнім і визнається лише той шлюб, що був укладений через вінчання та укладення шлюбної угоди.

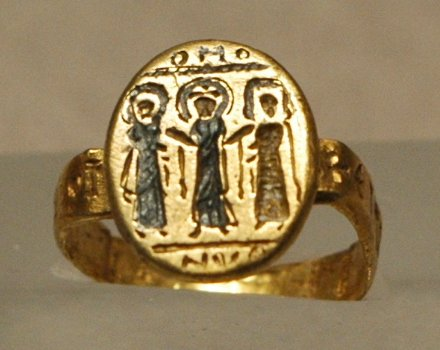
Весільна обручка. VII століття

У забезпечених родинах, напередодні весілля розсилали запрошення, а покої молодят прикрашали дорогими тканинами, меблями, різноманітними предметами розкоші. Всі гості мали бути одягнені в біле. Коли вони збирались у домі нареченої, наречений приїжджав у супроводі музикантів. В цей час наречена чекала його одягнена в сукню з парчі, голова та обличчя були закриті вуаллю. Коли наречений наближався до неї вона відкривала своє обличчя. Іноді це було вперше коли наречені бачили обличчя один одного. Після цього всі вирушали до церкви, де проходило вінчання. По дорозі їх обсипали пелюстками квітів. Із XI ст. в церкві також підписувалась шлюбна угода і після цього влаштовувався шлюбний бенкет. Під час бенкету чоловіки та жінки мали сидіти за різними столами. Коли наставала ніч гості супроводжували з піснями молодят до спальні, а вранці з піснями ж будили їх. З VII ст. з'явилася традиція згідно з якою наречений мав дарувати своїй судженій кільце та пояс. Хоча в бідних родинах пояс не дарували. Кільце, яке було відмінним від обручки і дарувалось, коли молодята вперше входили в свої покої, мало плоску або восьмигранну форму. Якщо кільце було восьмигранним, його лицьові частини прикрашались зображеннями біблійних сюжетів, а центральна частина сценою укладення шлюбу. Особливо пишними були шлюбні церемонії імператорів. Урочистості починались з приїзду до Константинополя нареченої імператора або спадкоємця престолу, одразу по якому вона мала відвідати монастир Піґи. Після цього відбувався прийом нареченої майбутнім чоловіком та його батьком. Одним з найважливіших обрядів було представлення нареченої народу, яке обставлялось дуже пишно. Пісні для хору, що супроводжував імператорські шлюбні церемонії писали найвідоміші ритори свого часу. Так само, як і при укладанні шлюбу іншими візантійцями імператорські урочистості завершувались бенкетом. Такі святкування могли продовжуватись достатньо довго.
Не заборонялись, але й не схвалювались повторні шлюби. Третій шлюб засуджувався, а четвертий був заборонений церквою. Хоча часто такі заборони порушувались в імператорській родині, коли через політичні чи особисті мотиви імператори вступали у декілька шлюбів, навіть ціною зміни патріарха. Заборонені були шлюби осіб, що були родичами до шостого, а з XI ст. і до сьомого коліна, шлюби між духовними родичами — хрещеними батьками та дітьми, кумами (такі шлюби прирівнювались до кровозмішення). Заборонялись або обмежувались шлюби між християнами і іновірцями та душевнохворими. В більш ранній період історії Візантії, коли ще значним було рабство, важливу роль грали обмеження на шлюби між вільними та рабами.

### Роль жінки

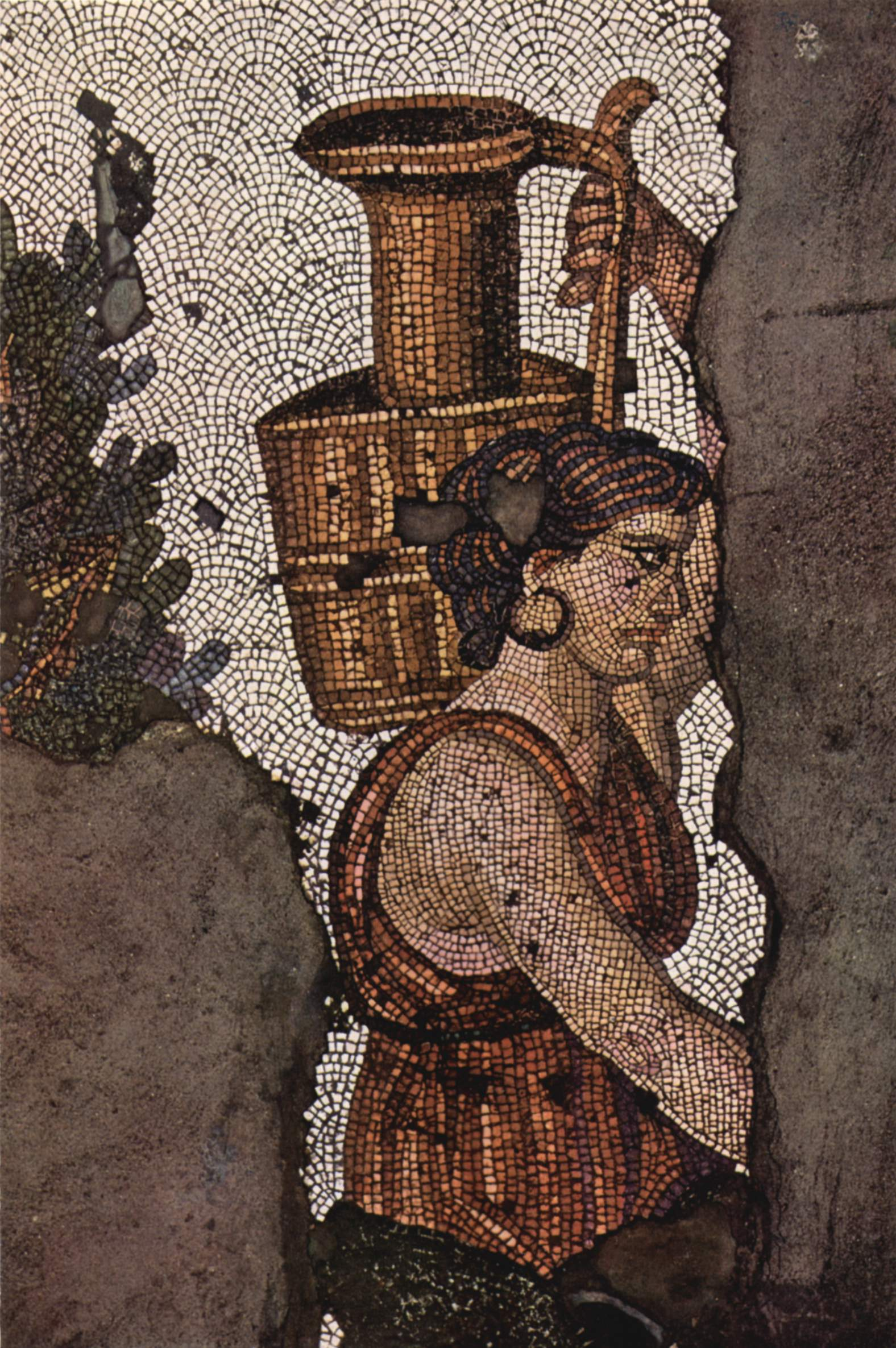
Жінка з глечиком. Мозаїка Великого імператорського палацу, Константинополь.

На уявлення про роль жінки у візантійському суспільстві великий вплив справили східні традиції. Візантійська жінка традиційно отримувала домашню освіту. Вона знаходилась під постійною опікою чоловіків своєї сім'ї, не могла свідчити в суді, бути опікуном, членом ремісничої корпорації, не могла займати офіційні посади. Жінки з вищих та середніх верств населення постійно знаходились у гінекеях, лише інколи виходячи на вулицю і при цьому завжди прикриваючи голову покривалом. Але, одночасно, починаючи із VIII–XI ст., візантійське законодавство чітко підкреслює рівноправність жінки у майнових відносинах. Посаг залишався у повному розпорядженні жінки, його навіть не можна було відібрати за борги чоловіка. Якщо дружина помирала бездітною її чоловік успадковував чверть посагу, а дружина у такому ж випадку ставала спадкоємицею всього майна свого чоловіка.
У сімейному житті відносини між чоловіком і дружиною регулювались переважно традиціями. На плечі дружини лягало ведення практично всього домашнього господарства, часто навіть у дуже забезпечених родинах. У нижчих верствах візантійського населення для жінок звичайним було виконували такі роботи, як прядіння, ткацтво та виготовлення одягу. Зустрічались випадки, коли жінки торгували у крамничках, особливо тих, що були ними отримані в посаг. Саме жінки складали більшу частину дрібних ринкових торговок. Одночасно представниці вищих верств візантійського суспільства часто управляли маєтками, особливо значною була така роль жінки в маєтках високопосадовців та полководців, що служили у віддалених провінціях імперії. В більшості жіночих монастирів саме настоятелька управляла їх господарством і чоловіки-економи були найчастіше просто виконавцями.

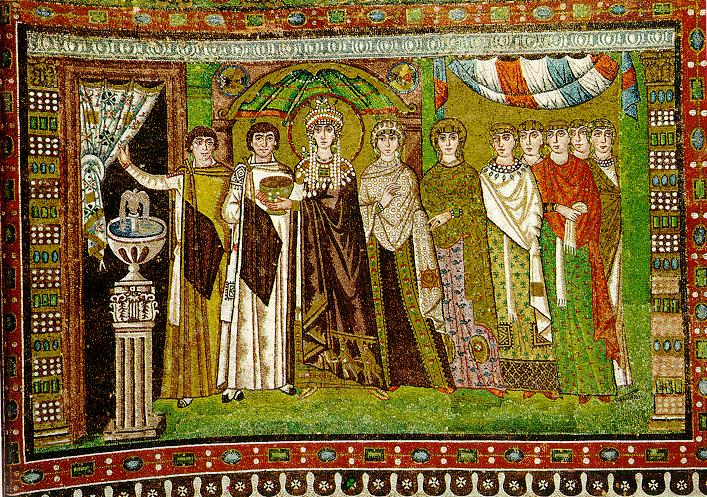
Імператриця Феодора, дружина Юстиніана І, з придворними дамами. Равенна, Сан-Вітале.

Жінки з імператорських та наближених до імператорського двору родин могли впливати і на політику. Серед прикладів багатьох правлячих візантійських імператриць можна виділити Анну Далассину — мати імператора Олексія І Комніна. 1081 року, коли Олексій Комнін був вимушений покинути Константинополь для боротьби з норманськими підрозділами Роберта Гвіскара, він призначив її спеціальним хрисовулом правителькою держави з повною владою. Анна Далассина під час свого урядування намагалась заглиблюватися у всі, навіть найдрібніші, справи. Згідно з повідомленнями Анни Комніни день її бабусі починався з прийому державних чиновників і розгляду всіляких прохань, пізніше вона відвідувала богослужіння та до вечора займалась державними справами. Відповідно до волі сина вона 20 років була його співправителькою і коли відчула, що її опіка надокучає царю Олексію, вирушила до монастиря. Іншим випадком великого впливу жінки на імператора була дружина Юстиніана Великого Феодора.

Візантійці особливо цінували в жінці її відданість сім'ї, любов до своїх дітей. За згадкою Анни Комніни Олексій І писав у своєму хрисовулі, яким призначав співправителькою мати:
|  | Ніхто не може порівнятись з добросердечною та чадолюбивою матір'ю, і немає захисту надійнішого за неї, коли передбачається небезпека або інші лиха. Якщо вона радить, порада її надійна, якщо вона молиться, її молитви стають для дітей опорою та непереможною вартою. |

Також цінувались освіченість, вихованість. Історик Никифор Григора хвалить за це імператрицю Ірину Ласкариню та свою ученицю — дочку Феодора Метохіта. Про дружину деспота Костянтина Палеолога Євдокію він пише, що вона: 
|  | була не без світської освіти; коли траплявся випадок вона могла вільно розмовляти про все...вчені називали її піфагориянкою Феано та другою Іпатією. |

Візантійці вважали обов'язковим для жінки мати красу, м'який характер, граційність. Жіноча краса цінувалась дуже високо, її оспівували. Михаїл Пселл розповідаючи про свою матір в її юні роки, підкреслює, що вона була чарівною дівчиною та, хоча достаток не дозволяв носити їй пишні туалети, але граційністю свого стану, красою волосся, чудовим кольором обличчя, ясним поглядом чарівних очей вона захоплювала всіх, хто її бачив. Михаїл Пселл порівнює свою матір із трояндою, якій не потрібні ніякі прикраси. Виділяли жінок, які мали середній зріст, тонку талію, ніжну шкіру обличчя, великі виразні очі та білосніжну усмішку. Відсутність краси часто сприймалась візантійськими жінками, як трагедія.

### Діти
Для візантійців відсутність дітей була божою карою. Тому практично не вживалося жодних заходів для обмеження народжуваності, аборти були одним із найтяжчих злочинів. Вважалось за необхідне ставитися до дітей із теплотою та порозумінням. Не схвалювалося биття дітей, а підкреслювалась необхідність використання переконань і повчань для їх виховання. Кекавмен пише: 
|  | Своїх синів та дочок бий не палицею, а словом і доброю порадою. |

Для візантійської родини, особливо сільської, найбільшим благом вважалось народження сина. Коли народжувалось декілька синів, то в VIII—IX ст. батьки нерідко оскоплювали одного з них і відправляли до столиці. Такі євнухи могли зробити добру кар'єру при царському дворі: бували періоди коли імператори призначали євнухів навіть командуючими армією.
Діти обох статей та незалежно від першородства мали однакові права на спадщину. Залишити їх без спадщини можна було лише у виняткових випадках (наприклад, при правопорушеннях, що були направлені проти батьків). У випадках коли не було заповіту суд мав розділити майно померлого порівну між його дітьми. Права незаконнонароджених дітей були дещо обмежені, хоча і визнавались візантійським правом. Незаконнонароджені діти імператорів та членів найзнатніших родів часто використовувались для укладення політично умотивованих шлюбів, особливо в пізні періоди історії Візантії.

## Помешкання та домашнє господарство

### Житло
Помешкання візантійців залежали насамперед від їх соціально-матеріального стану. Помешкання візантійської знаті відрізнялись розкішшю та красою. Більшу частину часу представники вищих верств візантійського суспільства жили у містах. Міські будинки зберігали багато рис римських помешкань. Навіть кімнати носили римські назви. В більшості випадків будинки були дво- чи триповерховими. Мали плоский чи двосхилий дах. Плоскі дахи дозволяли використовувати їх для прийняття сонячних ван. Перекривались дахи крицею із свинцевими прокладками на стиках. Пізньовізантійські міські будинки найчастіше будувались з білого каменю і мали балкони. Вікна в них робились напівкруглими, що мало прикрашати їх зовнішній вигляд. Фасади будинків були вузькими, виходили на вулицю. Але через тенденцію до ізоляції сусідів один від одного намагались будувати так, щоб двері одного помешкання не знаходились навпроти дверей іншого. Для цього ж слугували залізні ставні на вікнах та металеві двері. Нижні поверхи таких будинків використовувались для різноманітних господарських потреб, там знаходилась кухня та помешкання для слуг. Під підлогою нижнього поверху викопувалась яма для зберігання харчових продуктів. Нерідко міські будинки мали прямокутний дворик з криницею та невеличкий садок. Інтер'єри помешкань знатних осіб вирізнялись використанням великої кількості предметів розкоші. Підлога вимощувалась білим мармуром та напівдорогоцінним камінням, стіни прикрашались мозаїками та розписом. Меблі могли бути справжнім витвором мистецтва. Для їх прикрашення використовувалось золото, слонова кістка, різноманітні дорогоцінні метали. Хоча при імператорському дворі довго зберігалась традиція лежати під час бенкетів, в більшості приватних помешкань її замінило використання стільців, табуреток, скринь із пристосованими до сидіння кришками. Для сну використовувались ліжка, що застилались матрацами набитими соломою. Їх прикривали дорогими тканинами та килимами. Сільські садиби багатих візантійців були подібні до міських помешкань, але могли вирізнятись більшими розмірами та більшою кількістю господарських будівель.

Житла представників бідних верств візантійського суспільства та простих селян були достатньо простими, а часто навіть насправді убогими. В селах будинки були одноповерховими і будувались з каменю або тростини обмащеної глиною. Дах перекривався в залежності від матеріального стану власника крицею, тростиною або соломою. Підлога була земляною, іноді обмащувалась глиною. В містах будинки часто були багатоповерховими і бідні візантійці мешкали іноді лише в одній кімнаті. Інтер'єр в бідних помешканнях був дуже скромний. Часто з меблів було лише ложе, покрите бідним матрацом.

## Розваги та свята

### Свята
Візантійські свята можна розподілити на декілька категорій:
1. Релігійні свята
2. Світські народні свята
3. Особисті та сімейні свята

При цьому свята могли бути, як загальнонародними, так і місцевими.
Візантійці широко відзначали різноманітні релігійні християнські свята. Особливо урочисто відзначались найбільші з них — Пасха, Різдво та Трійця, свята, що вшановували Богородицю — Різдво Богородиці, Введення Богородиці в храм, Успіння та ін. Велику роль, також, грали дні пам'яті найвшановуваніших святих: дні св. Івана Золотоустого, св. Василія Великого, св. Георгія Побідоносця, св. Миколая, св. Апостолів, св. Дмитрія Солунського, ін. Святкування, окрім обов'язкового відвідування літургії, супроводжувалось іншими різноманітними урочистими дійствами. Велику роль грали пишні імператорські виходи: на свято Різдва Богородиці — до монастиря Ліва, у день св. Івана Золотоустого — до храму св. Софії, на свято Введення Богородиці — до монастиря Богоматері Паривлепти, св. Георгія — до монастиря Мангами, у дні пам'яті святих — до храмів, що були їм присвячені. Також святкування супроводжувались гучними бенкетами, виступами мімів та музик. Наприклад, на Різдво, в імператорському палаці виступали різноманітні музики — флейтисти, трубачі, цимбалісти. На Пасху хори зелених та блакитних виступали по константинопольським церквам з різноманітними акламаціями, що були подібні тим, які проголошувались на іподромі.
Більшість народних свят збереглась у Візантії ще з язичницьких часів і тому часто зберігали і старовинні язичницькі форми в дещо переробленому вигляді. Найдовше язичницькі народні свята у близькому до первісного вигляді збереглися на тих землях імперії, що були достатньо ізольовані від інших її частин або через особливості рельєфу (гірські місцевості), або через достатньо пізнє приєднання до Візантійської держави. Найпопулярнішими народними святами цієї категорії були календи, брумалії та русалії.
Календи походили від відповідного римського свята і в ранньовізантійський період святкувались так само з 1 по 5 січня. Але зі зростанням ролі християнства період святкування календ перемістився на різдвяні свята і став тривати 12 днів. На Шостому Вселенському соборі відзначення календ було заборонено, але популярність цього свята була настільки великою, що заборона не грала практичної ролі. В народі календи святкувались традиційними перевдяганнями в ніч на 1 січня. Найчастіше жінки перевдягались чоловіками, чоловіки — жінками. Одягались всілякі маски і ряжені ходили по домівках та випрошували подарунки. В імператорському палаці основні святкування відбувались в ніч на 2 січня, коли імператор запрошував 12 так званих «друзів» — 8 вищих посадовців та по 2 представники від кожної циркової партії. Під час урочистого бенкету влаштовувались «готські танці»: чотири танцюристи, що представляли циркові партії, перевдягнуті «готами», в страшних масках, тримаючи в руках щити, по яким відбивали такт паличками, танцювали навкруги імператорського столу. Одночасно танцюристи співали особливі пісні, що мали раніше ритуальний характер, але потім стали виконуватись на такій зіпсованій латині, що їх значення вже ніхто не розумів. Після цього хори зелених та блакитних виконували акламації на честь імператора і його родини, фрагменти свого найкращого репертуару.
Брумалії були святом зимового сонцестояння. В народі вони святкувались подібно до календ. При дворі під час цього свята відбувалось спеціальне дійство, головним елементом якого були танці придворних зі свічками. Після них імператор дарував учасникам золоті монети, а населенню столиці — срібні та влаштовувався бенкет. Деякий час, при імператорі Романі І Лакапені, ці святкування були заборонені, але їх відновив Костянтин VII Багрянородний.
Русалії були святом весни. Під час них в селах влаштовували різноманітні ігри, а в Константинополі, на іподромі відбувалось дійство під назвою м'ясного (грец. μακελλαρικόν). Воно отримало свою назву через те, що основним його елементом був військовий танець, який виконувався м'ясниками і під час якого вони маніпулювали великими ножами. Цей танець можна було побачити навіть у XVII ст., коли його на, стамбульському тепер вже, іподромі виконували представники корпорації македонських м'ясників.

Багато язичницьких народних свят були християнізовані і наповнені новим змістом, зберігаючи при цьому старі форми. Серед таких свят були святкування нового врожаю винограду та літнього сонцестояння. Свято нового врожаю винограду, яке традиційно супроводжувалось ритуалами, що нагадували античні діонісії (танці, які імітували збирання та вичавлювання винограду, різні ігри) було асоційовано зі святом Успіння Богородиці та в ньому з'явилась церемонія благословення нового врожаю винограду. В столиці цар у супроводі патріарха і придворних вирушав на азійський берег Босфору або до Влахернів, де його серед винограднику вже чекали кошики із новим врожаєм. Патріарх читав молитву для благословення винограду та після цього подавав виноградне гроно василевсові. В цей же час василевс подавав гроно патріархові, а потім і всім іншим. Під час благословіння хори блакитних та зелених співали спеціальні гімни винограду. Свято літнього сонцестояння стало асоціюватись з днем св. Івана Хрестителя. Цього дня міські мешканці влаштовували гадання. Після заходу сонця маленьку дівчинку одягали як ожружену. В неї мала бути ваза з вузьким горлом, куди гості кидали записки з побажаннями. Після цього всі по черзі підходили до дівчинки та питали, що їх чекає. У відповідь вона трусила вазу, перевертала її та на руку дівчинки випадала відповідна записка, яку вона віддавала прохачеві. У сільській місцевості свято відзначалось стрибанням через вогнище, що мало принести вдачу та захистити від злих духів.
Серед державних світських свят найулюбленішим був день народження Константинополя, що святкувався 11 травня. Святкування починались напередодні із дійства на іподромі, що мало назву овочевого (грец. λαχανικόν). Іподром прикрашався хрестами з троянд, виставлялися візки з овочами, фруктами, рибою. Коні, які брали участь в заїздах, прикрашались попонами із золотою каймою та збруєю з дорогоцінним камінням. Кожен заїзд чергувався з акламаціями партій зелених та блакитних. Святкування закінчувалось загальним бенкетом на самому іподромі. До екстраординарних світських державних святкувань відносились також коронації та тріумфи імператорів, укладення шлюбів членами імператорської родини, народження багрянородних принців. Під час таких урочистостей від імені імператора роздавались гроші, на вулицях Константинополя влаштовувались загальні бенкети, а хори циркових партій співали різноманітні урочисті співи на честь свята.

### Розваги

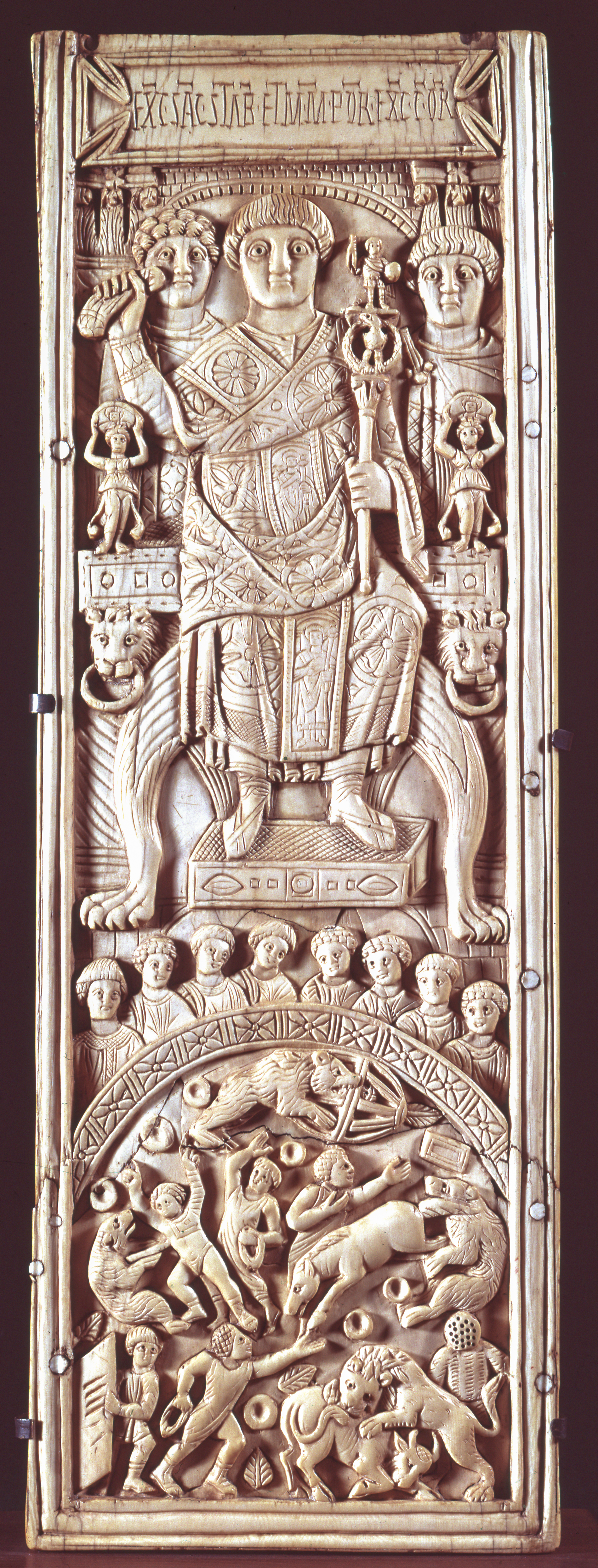
Консул Ареобіндій головує на іграх. Пластина зі слонової кістки. 506 рік, Національний музей Середньовіччя.

У Візантії були розповсюджені різноманітні розваги від ігор та спортивних змагань до простих прогулянок на природі. Можливість брати участь в розвагах багато в чому залежала від соціального та матеріального становища особи. Походження візантійських розваг та ігор було, як місцевим або античним, так і запозиченим (зі Сходу або Заходу).

Найулюбленішою всенародною розвагою були змагання на константинопольському іподромі. Розведенням коней для кінних змагань на іподромі займались навіть василевси. Такі змагання супроводжували, найчастіше, різноманітні свята та урочистості. Кінні змагання були дуже пишними і у ранньовізантійський період відбувалося до 24 заїздів. Але пізніше кількість заїздів скоротилось до 8. Вхід на іподром був вільний і відвідувачі поділялись в залежності від того, яку партію вони підтримували: зелених, блакитних, червоних чи білих. Пізніше від цих партій залишилось лише дві — зелених та блакитних і їх, до того висока, суспільна роль почала скорочуватись. Кожен візниця одягався в одяг кольору своєї партії. Змагання починалися лише після появи самого імператора, що супроводжувалося урочистими акламаціями, та по його знаку. Імператор знаходився у спеціальній ложі — «кафісмі». Публіка нагороджувала переможців змагань аплодисментами, а імператор золотом. В перервах між заїздами влаштовувалися різноманітні циркові вистави, виступали хори циркових партій. Зі зменшенням кількості кінних заїздів роль таких вистав в іграх збільшувалась. В ХІ столітті циркові партії та кінні змагання існували і в провінційних містах.
Серед знаті було дуже популярним полювання. Полювали на різних тварин, використовуючи для цього, крім відповідної зброї, собак та соколів. Популярність полювання зростала з підвищенням ролі військової аристократії у візантійському суспільстві. Воно мало велике значення в демонстрації вправності та сили і імператорів, особливо з ускладненням зовнішньополітичної ситуації. Сцени імператорського полювання зображались на різноманітних виробах мистецтва. Одним з прикладів таких виробів є скринька із собору в Труа (Шампань, Франція). Цей приклад візантійської різьби по кістці X—XI ст. зображує царя-тріумфатора (можливо Василія ІІ Болгаробійцю) і його подвиги. На бокових стінках скриньки зображено сцени полювання. Спереду два вершника в панцирах та шоломах добивають лева, що пронизаний стрілами. На іншій стороні зображений воїн, який списом вбиває зацькованого собаками кабана. Такі сцени виходять з іранського та мусульманського мистецтва і мали проголошувати могутність та безстрашність імператора. Полювання було не тільки засобом розваги, але й можливістю зав'язати потрібні знайомства або просунутись по службі. Головний ловчий яструбиного та соколиного полювання (протоієракаріс) був значною фігурою при імператорському дворі, часто на таку службу призначались особи, що були в дружніх відносинах з імператорами з дитинства. Поширення псового полювання вимагало тримання великих псарень. Собак часто привозили з далеких країн. Все це вимагало великих витрат, що були важким тягарем для казни, особливо в пізньовізантійський період. Ті хто не брав участі в полюванні, також виїжджали, через те що це давало змогу побувати на природі або спостерігали за полюванням, як за видовищем. По всій Візантії існували угіддя для полювання, найбільші та найвідоміші з яких знаходились під Константинополем, в Болгарії (при Анхіалі) та поблизу Дунаю.
Були популярними спортивні ігри та змагання. Найпопулярнішим спортивним змаганням для знаті була кінна гра в м'яч — циканій (за назвою м'яча). Під час гри дві групи вершників, тримаючи в правій руці палицю із затягнутою струнами петлею на кінці (схожу на ракетку), намагались захопити м'яч та гнати його у встановлене місце. Гра проводилась у спеціальних приміщеннях — циканістріях, найвідомішим з яких був циканістрій біля Великого палацу у Константинополя. Але часто аристократична молодь грала на площі перед палацом. Були популярні і інші спортивні змагання: в пізньовізантійську епоху, особливо в правління Палеологів, коли підсилився західний вплив, влаштовувались змагання одночасно схожі на лицарські турніри та італійські турніроподібні джострої. В той же час зберігались народні спортивні змагання, які вели своє походження від язичницьких ігор. Наприклад, в Спарті в Х столітті по суботам влаштовувались спортивні змагання, які відвідував і місцевий стратиг. Змагання були настільки популярними, що місцеві священики жалілись на те, що жителі в більшості своїй відвідують саме їх, а не церковну службу.

Серед візантійців були популярні і такі ігри як, гра в шашки, затрикій — шахи та гра в тавлі — гра в кісточки на гроші. Інколи гра в кісточки приймала дуже азартні форми, що наприклад дука Кіпру був вимушений її заборонити у 1350 році.
Візантійські діти грали у різні ігри. Однією з найулюбленіших була гра під назвою ампра. Гравці поділялись на дві групи, кожна з яких мала свого вождя, склад та місце оточене ровом. У складі (ампрі) тримали полонених. Одна група гравців мала переслідувати іншу і дотиком руки гравець перетворювався на полоненого. Програвала та група, всі гравці якої потрапляли у полон. Популярною але небезпечною була гра петрополемос. Вона імітувала військові сутички. Гра зазвичай проходила за міськими мурами. Дві групи гравців розділялись ровом і кидали один в одного — руками чи пращею — каміння. Група, що перемогла тріумфально вступала у місто. Така гра часто закінчувалась травмами і навіть смертю, тому дука Криту був вимушений у 1369 заборонити її і увести спеціальні кари за недотримання заборони.

## Гігієна та косметика

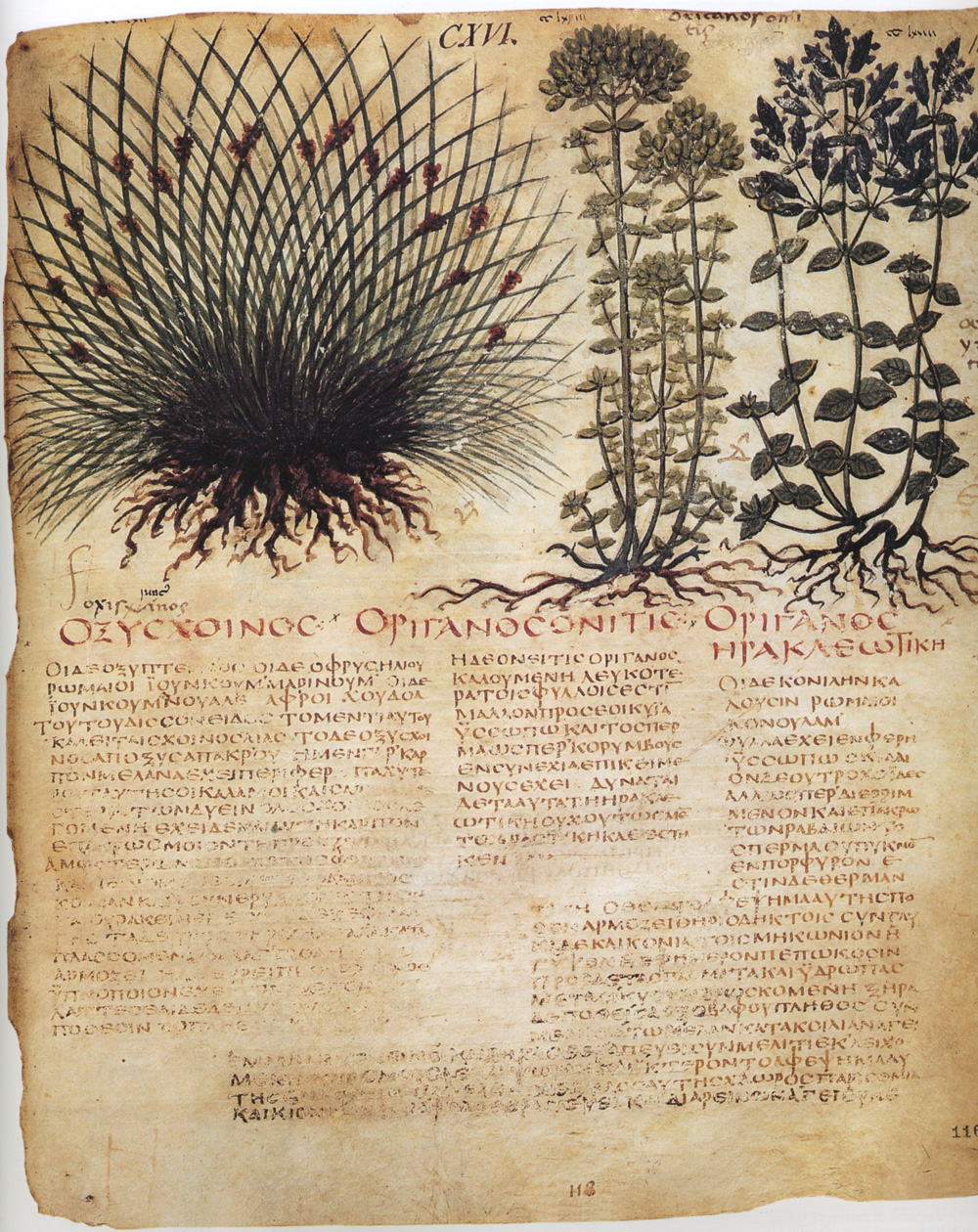
Сторінка із трактату Діоскурида «De Materia Medica» з Національної Бібліотеки, Неаполь. VII століття

Традиції доглядання за собою візантійці багато в чому успадкували з античних часів. Деякі гігієнічні та косметичні процедури з'явились під впливом Сходу. Важливу роль в грав також соціальний розвиток візантійського суспільства та те, що поступово сільське населення дедалі більше переважало над міським, демографічний розвиток. Доступ до гігієнічних засобів багато в чому залежав і від матеріального становища візантійців, хоча наприклад, лазні були доступні практично для всіх верств населення.

### Лазні
Традиція будувати і користуватись суспільними лазнями була укорінена у Візантії ще з римських часів. Навіть за архітектурою та будовою вони нагадували римські терми, але були менших розмірів. В ранньовізантійський період громадські лазні були обов'язковим елементом міського ландшафту, але в VII—IX ст. нові лазні будуються лише при приватних маєтках. Поступово лазні з'являються при церквах, єпископських палацах, монастирях: часто лазні переходили у їх власність разом із заповіданими на релігійні потреби приватними помешканнями та маєтками. З IX ст. будівництво громадських лазень відроджується, але в провінційних невеличких містах вони залишаються рідкістю.
Будівництво приватних та громадських лазень суворо регламентувалось державою. Для пожежної безпеки вони мали знаходитись на відстані 20-30 кроків від сусідніх будівель. При чому такі норми стосувались, як міської, так і заміської місцевості.

Популярність лазень у великих містах, особливо, в Константинополі була високою весь період візантійської історії. Вони вважались дуже корисними для організму. Існували різноманітні медичні рекомендації, щодо використання лазень. Наприклад, згідно з «Медичним трактатом», гладкі люди мали, після того, як виступить піт натерти тіло сумішшю з люпину, сухої шкірки цитрусових та подрібнених листків розмарину. Худі ж мали використовувати для цього дині, вичавленням з гарбуза із бобовим борошном та сухими подрібненими квітками троянд. При купанні використовували трави, що збільшують потовиділення — майоран, м'яту, ромашку.
При лазнях були гімнастичні зали, які були настільки популярними, що деякі патріархи вимагали закриття лазень на недільний день.

### Косметика
Краса, особливо жіноча дуже цінувалась у візантійському суспільстві. Для її збереження використовували різноманітні косметичні засоби, про які свідчить велика кількість рецептів, що дійшли дотепер.
Найпоширенішими були всілякі парфумерні вироби, які були популярними і серед чоловіків, і серед жінок. Компоненти для їх виготовлення доставлялись зі Сходу (найчастіше Індії та Аравії) і коштували дуже дорого. Для виготовлення такої парфумерії потрібно було знати багато різних складних рецептів, але траплялись випадки, коли цим ремеслом захоплювались дами з вищих придворних кіл. Серед таких була і імператриця Зоя, за наказом якої привозили з Індії та Ефіопії дуже дорогі ароматичні засоби, з якими вона експериментувала у своїх покоях, що за повідомленнями Михаїла Пселла були схожі на лабораторію.
Використовувались інші різноманітні косметичні засоби для догляду за шкірою обличчя, волоссям, проти зморшок тощо. Наприклад, якщо на обличчі з'являлися зморшки, то рекомендувалось на добу змастити його розчиненими в оцту сухими шкірками дині з невеликою кількістю камеді і, після цього, вимити обличчя з сочевичним борошном. Від морозів шкіру обличчя захищали маслом лілей або нарцисів, а від спеки — трояндовою олією у поєднанні з яєчним борошном та іншими компонентами. Для того, щоб волосся було пишним, його потрібно було мити з борошном з люпину, що була змішана з буряковим соком. А для фарбування волосся у чорний колір використовували сік анемону, іноді для цього використовували воронові яйця. Для фарбування волосся у світлий колір можна було намастивши голову на три дні осадом старого вина змішаного із смолою з соснових шишок та трояндовою олією.

### Поховання

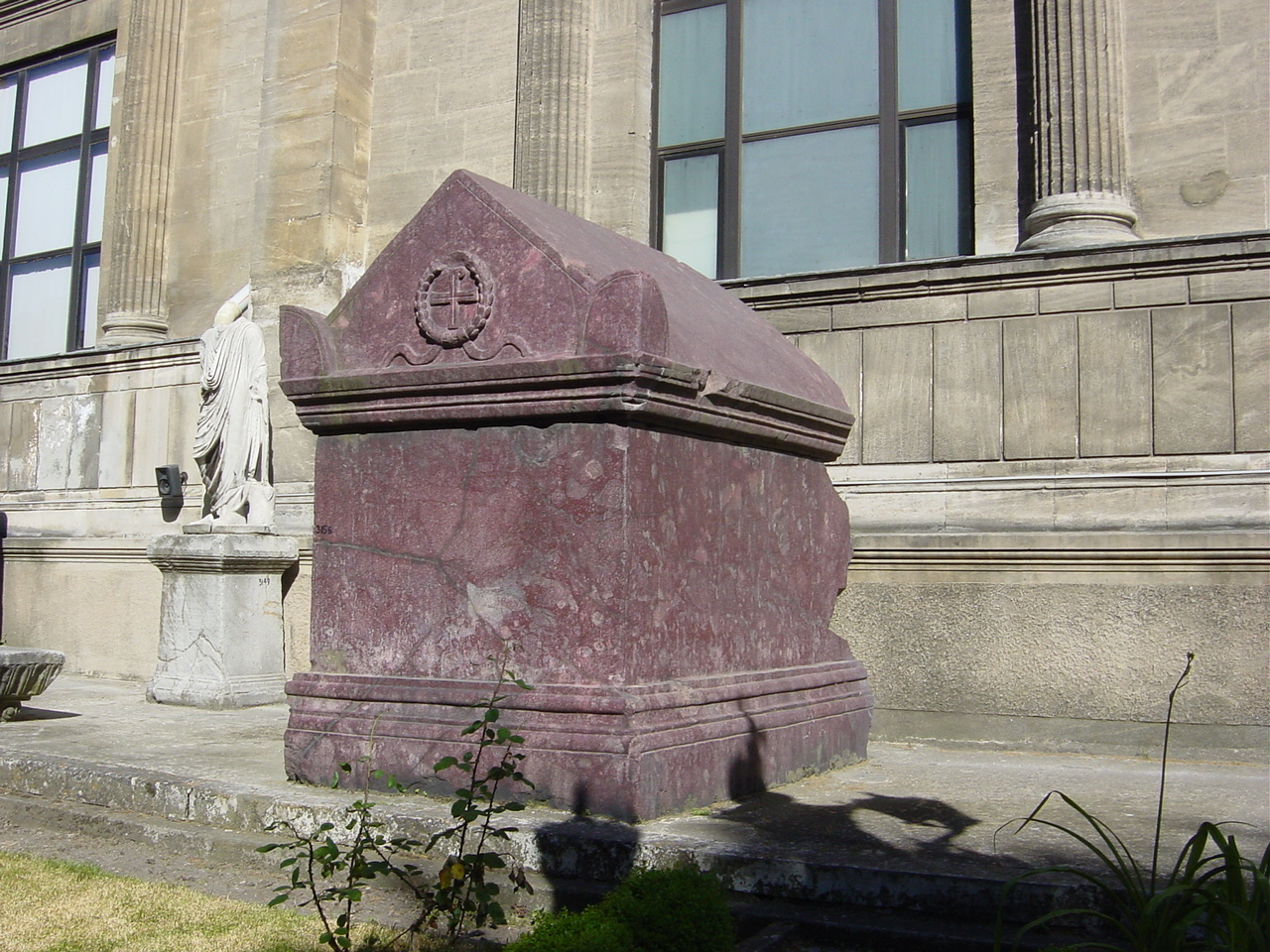
Візантійський саркофаг

Спочатку поховання у Візантійській імперії робились лише за межами міст. Навіть той некрополь, що був на території давнього Візантія, а тепер опинився в межах Константинополя був засипаний та забудований. Новий некрополь був створений за межами стін Костянтина, хоча увійшов у територію обмежену стінами Феодосія. Але навіть при цьому в межах стін Костянтина все одно не створювались захоронення.

В пізніший час кладовища починають з'являтися і в межах міст. В Константинополі це було пов'язано з припливом великої кількості нового населення і включенням у міські межі все нових і нових територій. В інших містах такі зміни стали наслідком інших різноманітних демографічних причин: варварськими вторгненнями, різким зменшенням кількості населення провінційних міст. Якщо в ранньовізантійський період всі поховання зосереджувались в некрополі, то разом з появою кладовищ в міських межах, з'являється і велика кількість індивідуальних поховань. При поховані починає дотримуватись диференціація в залежності від професії, характеру смерті або майнового стану померлого. Багаті люди все частіше для свого поховання засновують нові монастирі та храми. В цей же час можна побачити тенденцію іншого характеру — кладовища засновуються на місцях колишніх монастирів та інших культових центрів. Такий порядок поховання зберігся до останніх часів існування Візантії.